# 토양 pH
토양 pH(soil pH)는 토양의 수소이온농도(pH)를 측정한 값을 말한다.
토양의 pH는 3∼9정도의 범위를 가지며 일부 토양은 pH 7(중성)을 기준으로 낮은 수의 값은 산성토양, 높은 숫자의 값은 염기성토양이라고 한다. 식물마다 선호하는 산도의 토양이 다르고, 병, 해충도 잘못된 pH농도로 인해 발생하는 경우가 있기 때문에 농부나 정원사는 토양산도를 잘 파악해야한다.

## 같이 보기
- 토양산화
- 석회암
- 질산